# Зуце
Зуце је релативно младо насеље у Градској општини Вождовац, у околини Града Београда. Према попису из 2022. било је 1.915 становника.

## Порекло имена
О пореклу имена Зуце, као и Врчин и Рипањ постоји предање које препричава један догађај из турског доба. Наиме, пошто су се села из ове околине у том периоду често премештала и имала неколико селишта, један турски спахија је, дошавши на место где је некада било село које је у међувремену расељено, питао сељаке који су туда пролазили: „Овде је било село?” А они су му одговорили: „И на оном брду зуцау, на оном врчау, а на оном рипау”. Сматра се да су по овој причи села добила имена. Исто тако се прича да је Зуце добило име по дивљим пчелама којих је било пуно у шупљем дрвећу по селу и около њега, па по опонашању зујања пчела Турци су дали име Зуце. Зуце се помиње још 1528. год. као Торлок.

## Положај села
Зуце се према Авали пружа благо ка истоку, има дуге косе између којих теку потоци, од којих су три најзначајнија: Глеђевац- речица, Врановац и Конопљиште- ливаде, њиве и виногради. По косама између долина тих потока растурене су куће овог села. Село је разбијено, углавном подељено на два краја; Брђане и Репницу. У Репници се издвајају још два мања краја, Дрењаци и Доња Мала. У овом крају, налази се и место, које мештани зову Точак. Некада су на то место, кумови водили младенце и сватове, да одиграју свадбено коло.
Овде се налази Железничка станица Зуце.

## Демографија
По турском попису из 1561. године помиње се село Зуце и да у њему поред Турака живе и Cрби.
У белешкама, путописима, истраживањима, пописима и статистичким публикацијама о селу Зуцу има мало писаних трагова, али оно што се са сигурношћу може тврдити јесте да је село Зуце и његови становници преживљавало све голготе и сва благостања која је доживљавао и [Београд]. Нажалост 1951. године запаљена је документација о животу села. Нестали су деловодни протоколи, рођених, венчаних, умрлих, као и књига у које су бележене појаве, догађаји, избор кметова и одборника. Исто тако и документација школе до пре четрдесет година није сачувана. У селу није било цркве. Данас у селу живи 1606 пунолетних становника, а просечна старост становништва износи 40,2 година (39,7 код мушкараца и 40,6 код жена). У насељу има 626 домаћинстава, а просечан број чланова по домаћинству је 3,23.
Ово насеље је у великим делом насељено Србима (према попису из 2002. године), а у последња три пописа, примећен је пораст у броју становника.
|  |

| Демографија | Демографија | Демографија |
| Година      | Становника  | Становника  |
| ----------- | ----------- | ----------- |
| 1948.       | 1.279       |             |
| 1953.       | 1.380       |             |
| 1961.       | 1.517       |             |
| 1971.       | 1.526       |             |
| 1981.       | 1.771       |             |
| 1991.       | 1.994       | 1.967       |
| 2002.       | 2.024       | 2.079       |
| 2011.       | 2.001       |             |
| 2022.       | 1.915       |             |

| Етнички састав према попису из 2002.‍ | Етнички састав према попису из 2002.‍ | Етнички састав према попису из 2002.‍ | Етнички састав према попису из 2002.‍ | Етнички састав према попису из 2002.‍ |
| ------------------------------------ | ------------------------------------ | ------------------------------------ | ------------------------------------ | ------------------------------------ |
|                                      |                                      |                                      |                                      |                                      |
| Срби                                 | Срби                                 |                                      | 1.961                                | 96,88%                               |
| Горанци                              | Горанци                              |                                      | 17                                   | 0,83%                                |
| Роми                                 | Роми                                 |                                      | 8                                    | 0,39%                                |
| Црногорци                            | Црногорци                            |                                      | 6                                    | 0,29%                                |
| Македонци                            | Македонци                            |                                      | 4                                    | 0,19%                                |
| Хрвати                               | Хрвати                               |                                      | 3                                    | 0,14%                                |
| Румуни                               | Румуни                               |                                      | 2                                    | 0,09%                                |
| Чеси                                 | Чеси                                 |                                      | 1                                    | 0,04%                                |
| Словенци                             | Словенци                             |                                      | 1                                    | 0,04%                                |
| Мађари                               | Мађари                               |                                      | 1                                    | 0,04%                                |
| Југословени                          | Југословени                          |                                      | 1                                    | 0,04%                                |
| непознато                            | непознато                            |                                      | 15                                   | 0,74%                                |

| \| \| м \| \| \| ж \| \| ? \| 3 \| \| \| 3 \| \| 80+ \| 15 \| \| \| 22 \| \| 75—79 \| 32 \| \| \| 46 \| \| 70—74 \| 35 \| \| \| 62 \| \| 65—69 \| 67 \| \| \| 56 \| \| 60—64 \| 48 \| \| \| 48 \| \| 55—59 \| 65 \| \| \| 55 \| \| 50—54 \| 78 \| \| \| 93 \| \| 45—49 \| 90 \| \| \| 82 \| \| 40—44 \| 62 \| \| \| 70 \| \| 35—39 \| 62 \| \| \| 73 \| \| 30—34 \| 61 \| \| \| 67 \| \| 25—29 \| 56 \| \| \| 68 \| \| 20—24 \| 62 \| \| \| 66 \| \| 15—19 \| 73 \| \| \| 72 \| \| 10—14 \| 79 \| \| \| 71 \| \| 5—9 \| 49 \| \| \| 57 \| \| 0—4 \| 35 \| \| \| 41 \| \| Просек : \| 39,7 \| \| \| 40,6 \| |      |  |  |      |
| |      |  |  |      |
| | м    |  |  | ж    |
| ? | 3    |  |  | 3    |
| 80+ | 15   |  |  | 22   |
| 75—79 | 32   |  |  | 46   |
| 70—74 | 35   |  |  | 62   |
| 65—69 | 67   |  |  | 56   |
| 60—64 | 48   |  |  | 48   |
| 55—59 | 65   |  |  | 55   |
| 50—54 | 78   |  |  | 93   |
| 45—49 | 90   |  |  | 82   |
| 40—44 | 62   |  |  | 70   |
| 35—39 | 62   |  |  | 73   |
| 30—34 | 61   |  |  | 67   |
| 25—29 | 56   |  |  | 68   |
| 20—24 | 62   |  |  | 66   |
| 15—19 | 73   |  |  | 72   |
| 10—14 | 79   |  |  | 71   |
| 5—9 | 49   |  |  | 57   |
| 0—4 | 35   |  |  | 41   |
| Просек : | 39,7 |  |  | 40,6 |

| Година пописа     | 1948. | 1953. | 1961. | 1971. | 1981. | 1991. | 2002. |
| ----------------- | ----- | ----- | ----- | ----- | ----- | ----- | ----- |
| Број домаћинстава | 256   | 282   | 335   | 354   | 444   | 488   | 626   |

| Број чланова      | 1   | 2   | 3   | 4   | 5  | 6  | 7  | 8 | 9 | 10 и више | Просек |
| ----------------- | --- | --- | --- | --- | -- | -- | -- | - | - | --------- | ------ |
| Број домаћинстава | 110 | 129 | 111 | 140 | 74 | 44 | 15 | 3 | 0 | 0         | 3,23   |

| Пол    | Укупно | Неожењен/Неудата | Ожењен/Удата | Удовац/Удовица | Разведен/Разведена | Непознато |
| ------ | ------ | ---------------- | ------------ | -------------- | ------------------ | --------- |
| Мушки  | 809    | 202              | 527          | 48             | 31                 | 1         |
| Женски | 883    | 169              | 526          | 150            | 38                 | 0         |
| УКУПНО | 1.692  | 371              | 1.053        | 198            | 69                 | 1         |

| Пол    | Укупно                    | Пољопривреда, лов и шумарство | Рибарство                            | Вађење руде и камена | Прерађивачка индустрија       |
| ------ | ------------------------- | ----------------------------- | ------------------------------------ | -------------------- | ----------------------------- |
| Мушки  | 394                       | 62                            | 0                                    | 0                    | 52                            |
| Женски | 307                       | 37                            | 0                                    | 0                    | 36                            |
| Укупно | 701                       | 99                            | 0                                    | 0                    | 88                            |
|        |                           |                               |                                      |                      |                               |
| Пол    | Производња и снабдевање   | Грађевинарство                | Трговина                             | Хотели и ресторани   | Саобраћај, складиштење и везе |
| Мушки  | 6                         | 35                            | 60                                   | 20                   | 65                            |
| Женски | 0                         | 6                             | 60                                   | 21                   | 13                            |
| Укупно | 6                         | 41                            | 120                                  | 41                   | 78                            |
|        |                           |                               |                                      |                      |                               |
| Пол    | Финансијско посредовање   | Некретнине                    | Државна управа и одбрана             | Образовање           | Здравствени и социјални рад   |
| Мушки  | 5                         | 16                            | 24                                   | 8                    | 18                            |
| Женски | 5                         | 12                            | 10                                   | 17                   | 70                            |
| Укупно | 10                        | 28                            | 34                                   | 25                   | 88                            |
|        |                           |                               |                                      |                      |                               |
| Пол    | Остале услужне активности | Приватна домаћинства          | Екстериторијалне организације и тела | Непознато            | Непознато                     |
| Мушки  | 8                         | 0                             | 0                                    | 15                   | 15                            |
| Женски | 11                        | 0                             | 0                                    | 9                    | 9                             |
| Укупно | 19                        | 0                             | 0                                    | 24                   | 24                            |

## Пољопривреда и сточарство
Село је претежно познато, као пољопривредни крај. Велики број домаћинстава, има у свом поседу, бар неки вид обрадивог земљишта и стоке у двориштима. Један број мештана може да се похвали и величином земље, која прелази и по неколико хектара. Међутим, због неисплативости пољопривреде, многи су своју земљу продавали или претворили у шуме. Узгајају се основне пољопривредне културе, како по њивама, тако и по баштама. Поједина домаћинства, имају и велике воћњаке, па се баве и продајом ракије. Мали број породица може да се похвали и већим бројем стоке. Највише се чувају свиње, овце, козе, пернате животиње, а последњих година, долази до смањења броја крава у двориштима. Некада је ово село било познато по сиру и меду.

## Црква
У селу се налази православна црква Храм Нерукотвореног Лика Господњег. До изградње храма, мештани су своје верске потребе задовољавали у храму Св. Марије Магдалине у Белом Потоку, цркви у чијој су изградњи и сами учествовали. Камен темељац храма освештао је Његова Светост Патријарх српски Павле 16. јуна 1991. године, уз саслуживање Митрополита загребачко-љубљанског Јована, више свештеника и ђакона и у присуству народа. Ово је први храм код нас који је посвећен Нерукотвореном Лику Господњем (16. август). Тако је одлучено, с обзиром да се Други дан Госпојине, 29. август, у Зуцу празнује као сеоска слава. У селу се овај дан назива Госпођино лице, а интересантно је да Зучани овако називају и цркву. Архитектонско решење храма је израдио арх. Малиша Живковић. Радови на изградњи су текли убрзано, тако да је већ 11. августа 2002. године, Патријарх Павле, уз саслуживање Митрополита Јована, извршио освећење цркве и парохијског дома, а прва Света архијерејска Литургија је одслужена на дан храмовне славе 1994. године. Храм је подигнут захваљујући прилозима мештана и других добротвора који су храму, поред основне грађе, обезбедили и свете сасуде и полијелеј. Иконостас и део икона је даровало свештенство цркве Светог Марка у Београду, а његову рестаурацију и престоне иконе је урадио сликар Аца Малић из Зуца. Градња парохијског дома је отпочета 1997. године, а завршена током 2002. године.
Највећи број мештана слави: Никољдан и Аранђеловдан. У селу се као велики празници обележавају и: Бадње вече, Свети Сава, Врбица и Литије. Оно што је специфично, јесте да се за ова три празника, именује домаћин. То је неко из села, или група људи, који преузима све дужности око организовања прославе и послужења ѕа све присутне мештане. У цркви се обавља служба и примопредаја колача, наредном домаћину. Свештеник, вероучитељ, васпитачи и наставници са децом и ђацима, организују и пригодан програм. Након тога, обележавање празника се наставља у црквеном дворишту или у школи.

## Основна школа
Основна школа у овом селу носи име по једном од јунака Првог српског устанка, кнезу Васи Чарапићу. Школа организује наставу за осам разреда. У саставу школе налазе се и: фискултурна сала, библиотека и учионица за информатику. Организовано школовање деце у Зуцу почиње 1900. године када се на предлог виђенијих Зучана доноси одлука о градњи школе. Први учитељ у школи био је Белопоточанин Петар Срејић, а формиран је и први школски одбор. Школа у Зуцу је прославила један век постојања и за то време готово да и није било већих прекида у самој настави. Нова, друга школска зграда изграђена је 1959. године. У њој је и данас смештена школа. То је знатно модернија грађевина са свим неопходним условима за несметано одвијање наставе. 1957. године село је заједно са другим селима на Авали припојено Београдској општини Вождовац и од тада функционише као истурено одељење матичне школе у Белом Потоку. Карактеристично за Зучку школу је то да је она од самог свог оснивања па до данас несебично помагана од самог села које је препознало значај ове установе за цео крај. У децембру 2013. године, отпочели су радови на изградњи спортске хале у школском дворишту. Новац је обезбеђен из општинског буџета. 10. априла 2016. године, свечано је отворена спортска хала, чијем су отварању присуствовали: председник општине Вождовац, Александар Савић, министар полиције, Небојша Стефановић, чланови градске и општинске управе, уз присуство ђака, наставника и многобројних мештана. Од 2019. године, дошло је до уређена постојећих просторија, тако да сви ђаци иду у преподневну смену. У плану је и рад у продуженом боравку.

## Остало
Месна заједница налази се у непосредној близини основне школе. Зграда месне заједнице садржи три дела: свечану салу, вртић и службене просторије. Некада су се у њој одржавала венчања, свечане академије, избори, а данас служи за састанке мештана. У истом објекту налази се и предшколска установа, која је преуређена после затварања апотеке. У службеним просторијама налазе се канцеларија месне заједнице и општих општинских послова. У дворишту месне заједнице налази се и дечији парк, као и споменик жртвама, браниоцима села, из времена Првог и Другог светског рата.
Током 2019. године, започети су радови на изградњи нове зграде Месне заједнице, која ће се налазити, преко пута амбуланте.
Велики број мештана има обрадиво земљиште уз петљу Траншпед, која је искоришћена за изградњу робне куће Икеа. Земља је експроприсана у корист Републике Србије, тако да су тамошњи мештани, добијени новац искористили за уређење кућа, куповину некретнина и покретање бизниса.
Дом здравља налази се у центру села. Првобитно је имао свега 94, да би крајем 2009. године био повећан на 274 квадратна метра. Грађани могу затражити помоћ: стоматолога и лекара опште праксе. Пре извесног времена, са радом је почела и апотека.
У селу постоји фудбалски терен и фудбалски клубови ФК Зуце и ФК Зуце 2019. Мештани села слободно време проводе у једном од два кафића и ресторану Ранч.
Један од истакнутијих мештана овог села, био је генерал Михаило Ненадовић.